# Jan Sosniok
Jan Sosniok (ur. 14 marca 1968 w Gummersbach) – niemiecki aktor.

## Kariera
Swoją karierę ekranową rozpoczął od udziału w operze mydlanej RTL Dobre czasy, złe czasy (Gute Zeiten, schlechte Zeiten, 1994–1996). Na dużym ekranie zadebiutował w filmie sensacyjnym Kaskader na tropie Bursztynowej Komnaty (Cascadeur, 1998). Pojawił się potem gościnnie w serialach: RTL Kobra – oddział specjalny (Alarm für Cobra 11 – Die Autobahnpolizei, 1999) i Sat.1 Komisarz Rex (Kommissar Rex, 2000). Popularność zdobył w sitcomie NDR emitowanym w Polsce przez stację TV4 Berlin, Berlin (2002–2005) jako Sven, który mieszka ze swoją kuzynką w Berlinie. Za rolę wraz z obsadą aktorską otrzymał w 2004 w Kolonii German Television Award.
W 2006 wystąpił na scenie w roli Morrisa Townsenda w sztuce Die Erbin, Neue Schaubühne München.

## Filmografia

### Seriale
- 1994–1996: Gute Zeiten, schlechte Zeiten jako Thomas Lehmann
- 1999: Fleming, Mord in der Talkshow jako Wolfgang Henning
- 2000: Kobra – oddział specjalny (Alarm für Cobra 11 – Die Autobahnpolizei) jako Bernd Tulbeck
- 2000: Das Traumschiff jako Andreas
- 2000: Komisarz Rex (Kommissar Rex) jako Peter Bachmann
- 2000: Küstenwache jako Erik Lorenzen
- 2001: Der Ermittler jako Jürgen Haffner
- 2002–2005: Berlin, Berlin jako Sven Ehlers
- 2010: Rosamunde Pilcher: Decyzja z miłości (Rosamunde Pilcher: Im Zweifel für die Liebe) jako Sean Hastings
- 2010: Górski lekarz (Der Bergdoktor) jako Urs Rensing
- 2018: Diagnoza Betty (Bettys Diagnose) jako Andreas Sieger

### Filmy
- 1998: Kaskader na tropie Bursztynowej Komnaty (Cascadeur) jako aktor
- 2000: Sascha jako Ferdinand Keppler
- 2002: Das beste Stück jako Mark Demski
- 2004: Das allerbeste Stück jako Mark Demski
- 2004: Liebe ohne Rückfahrschein jako Martin Hansen
- 2005: Zygfryd (Siegfried) jako Król Gunther
- 2005: Desperacka jazda (Vollgas – Gebremst wird später) jako Ben
- 2005: Macho im Schleudergang jako Tom
- 2006: Verschleppt – Kein Weg zurück jako Sascha
- 2006: Wiedersehen am Fluss (Rosamunde Pilcher) jako Robert
- 2007: Die ProSieben Märchenstunde – Die Prinzessin auf der Erbse jako książę Herold
- 2020: Berlin, Berlin: Lolle ucieka (Berlin, Berlin) jako Sven Ehlers